# Bezzia perplexa
Bezzia perplexa är en tvåvingeart som beskrevs av Dow och Turner 1976. Bezzia perplexa ingår i släktet Bezzia och familjen svidknott. Inga underarter finns listade i Catalogue of Life.